# خط آبی (یوکوهاما)
خط آبی (انگلیسی: Yokohama Municipal Subway Blue Line) یک خط مترو وابسته به متروی یوکوهاماست که ایستگاه شوناندای در فوجیساوا، کاناگاوا را به ایستگاه آزامینو در آئوبا-کو، یوکوهاما متصل می‌کند.